# Sant'Egidio alla Vibrata
Sant'Egidio alla Vibrata là một đô thị và thị xã của Ý. Đô thị này thuộc tỉnh Teramo trong vùng Abruzzo. Sant'Egidio alla Vibrata có diện tích 18 km2, dân số theo ước tính năm 2005 của Viện thống kê quốc gia Ý là 9177 người. 
Các đơn vị dân cư:
Đô thị Sant'Egidio alla Vibrata giáp với các đô thị: